# 崔孝珠
崔 孝珠（チェ・ヒョジュ、朝: 최효주、英: Choi Hyo-joo、1998年4月15日 - ）は、大韓民国の女子卓球選手。出身は中華人民共和国江蘇省で、中国名は姚尧（ヤオヤオ）。2013年韓国に帰化した。

## 経歴
中華人民共和国の江蘇省生まれ。
2021年、2020年東京オリンピック女子団体に韓国代表で出場した。